# L'Envolée (album de Stephan Eicher)
Pour les articles homonymes, voir L'Envolée.
Albums de Stephan Eicher
Eldorado
(2007) Hüh!
(2019)
L'Envolée est le 12e album du chanteur suisse Stephan Eicher, coproduit par Mark Daumail du groupe Cocoon, Fred Avril et Édith Fambuena, sorti le 22 octobre 2012. Le Sourire en est le premier extrait.  Neuf chansons sont en français et trois en dialecte bernois.

## Liste des pistes
| No  | Titre                                    | Paroles            | Musique                         | Durée |
| --- | ---------------------------------------- | ------------------ | ------------------------------- | ----- |
| 1.  | Donne-moi une seconde                    | Philippe Djian     | Stephan Eicher - Mark Daumail   |       |
| 2.  | Morge                                    | Martin Suter       | Stephan Eicher - Mark Daumail   |       |
| 3.  | Le Sourire                               | Fred Avril         | Stephan Eicher - Fred Avril     |       |
| 4.  | Dans ton dos                             | Philippe Djian     | Stephan Eicher - Mark Daumail   |       |
| 5.  | Tous les bars                            | Philippe Djian     | Stephan Eicher - Mark Daumail   |       |
| 6.  | Envolées                                 | Philippe Djian     | Stephan Eicher - Fred Avril     |       |
| 7.  | Du                                       | Martin Suter       | Stephan Eicher                  |       |
| 8.  | Disparaître                              | Christophe Miossec | Stephan Eicher - Fred Avril     |       |
| 9.  | La Relève                                | Philippe Djian     | Stephan Eicher                  |       |
| 10. | Elle me dit (en duo avec Philippe Djian) | Philippe Djian     | Stephan Eicher                  |       |
| 11. | L'Exception                              | Philippe Djian     | Stephan Eicher - Philippe Djian |       |
| 12. | Schlaflied                               | Martin Suter       | Stephan Eicher                  |       |